# Церковь Покрова Пресвятой Богородицы (Космачёво)
Церковь Покрова Пресвятой Богородицы — приходской православный храм в селе Космачёво Людиновского района Калужской области. Построен в 1900-е годы. Входит в состав Людиновского благочиния Козельской епархии Калужской митрополии Русской православной церкви. Здание храма является объектом культурного наследия и находится под охраной государства. Церковь не действует.

## История строительства храма
Древняя деревянная церковь 1779 года постройки полностью уничтожена пожаром 21 мая 1864 года. Огонь перекинулся на строения храма после того, как пожар начался в доме крестьянина. В этой стихии были уничтожены 141 дом и церковь. Прихожане из храма успели вынести всю церковную утварь, сосуды, кресты, Евангелия, ризницу, богослужебные книги, деньги и некоторые иконы.
В 1866 году тщанием жиздринского купца Филиппа Филипповича Цуриковымбылы вновь возведена деревянная церковь с колокольней. Престол освящён во имя Покрова Пресвятой Богородицы. Здание было огорожено каменным забором. Внутри помимо храма находились каменная сторожка и церковно-приходская школа. В 1900 году пожар уничтожил церковь.
Временно богослужения проходили в здании церковно-приходской школы. В 1906 году вместо сгоревшей деревянной была возведена новый кирпичный храм. Купол церкви был покрыт железом, колокольня была деревянной и стояла отдельно от основного строения. Престол остался прежний.

## Архитектура
Храм возведён в стиле эклектики с элементами неовизантийского стиля. К окружённому крытой галереей основному объёму храма, увенчанному массивным барабаном с куполом, прорезанным крупными люкарнами, с трёх сторон примыкают конхи под полукуполами, а с запада — трёхпролётная звонница.

## Советское время
Храм закрыт в середине XX века. Церковь была разграблена, значительно повреждена.

## Современное состояние
В настоящее время здание храма бесхозно, сохраняется в полуразрушенном виде.